# Strade Bianche 2016
Das 10. Strade Bianche 2016 war ein italienisches Straßenradrennen. Das Eintagesrennen wurde in der Toskana ausgetragen mit Start und Ziel nach 176 km in Siena, das auch einige Abschnitte über Schotterstraßen hatte. Es fand am 5. März 2016 statt. Zudem war es Teil der UCI Europe Tour 2016 und dort in der Kategorie 1.HC eingestuft worden.

## Teilnehmende Mannschaften
| WorldTeams (12)- AG2R La Mondiale - Astana - BMC Racing Team - Etixx-Quick Step - Lampre-Merida - Lotto NL-Jumbo - Lotto-Soudal - Movistar Team - Orica-GreenEDGE - Sky - Tinkoff - Trek-Segafredo Professional Continental Teams (6)- Androni Giocattoli-Sidermec - Bardiani CSF - CCC Sprandi Polkowice - Nippo-Vini Fantini - Team Novo Nordisk - Southeast-Venezuela |
| |

## Rennergebnis
| #      | Fahrer               | Team             | Zeit       |
| ------ | -------------------- | ---------------- | ---------- |
| Sieger | Fabian Cancellara    | Trek-Segafredo   | 4h 39' 35" |
| 2.     | Zdeněk Štybar        | Etixx-Quick Step | gl. Zeit   |
| 3.     | Gianluca Brambilla   | Etixx-Quick Step | +0' 04"    |
| 4.     | Peter Sagan          | Tinkoff          | +0' 13"    |
| 5.     | Petr Vakoč           | Etixx-Quick Step | +0' 34"    |
| 6.     | Greg Van Avermaet    | BMC Racing Team  | +0' 37"    |
| 7.     | Diego Ulissi         | Lampre-Merida    | +0' 41"    |
| 8.     | Tiesj Benoot         | Lotto Soudal     | gl. Zeit   |
| 9.     | Lars Petter Nordhaug | Team Sky         | gl. Zeit   |
| 10.    | Alejandro Valverde   | Movistar Team    | +0' 50"    |